# Eros (альбом Deftones)
Eros — рабочее название невыпущенного альбома американской альтернативной метал-группы Deftones.

## Об альбоме

### Авария и кома
Судьба альбома была предрешена трагическим случаем, когда басист группы, Чи Ченг, 4 ноября 2008 года, возвращаясь домой на автомобиле, попал в аварию и, получив тяжёлые травмы, впал в кому. Группа приостановила процесс записи нового альбома. Спустя четыре года комы, 13 апреля 2013 года, Ченг скончался от остановки сердца.

### Будущее альбома
Несмотря на многочисленные заявления вокалиста группы Чино Морено, наработки и проделанную группой работу, альбом не был выпущен и по сей день.